# Myrmarachne legon
Myrmarachne legon là một loài nhện trong họ Salticidae.
Loài này thuộc chi Myrmarachne. Myrmarachne legon được Fred R. Wanless miêu tả năm 1978.